# Inégalité de Lubell-Yamamoto-Meshalkin
En mathématiques, l'inégalité de Lubell-Yamamoto-Meshalkin, ou inégalité LYM, est une inégalité combinatoire sur les tailles des ensembles d'une famille de Sperner, démontrée par Bollobás, Lubell, Meshalkin et Yamamoto.
Elle a beaucoup d'applications en combinatoire ; en particulier, elle peut être utilisée pour démontrer le lemme de Sperner. Ce terme est aussi utilisé pour désigner des inégalités similaires.

## Énoncé
Soient U un ensemble à n éléments, A une famille de parties de U dont aucune n'est incluse dans une autre, et ak le nombre de parties de taille k dans la famille A. Alors,

## Démonstration de Lubell
Lubell (en 1966) démontre cette inégalité LYM par un argument de double dénombrement, dans lequel il dénombre les permutations de U = {1, … n} de deux façons. D'abord, par  dénombrement direct, il y en a n!. Mais d'autre part, on peut choisir un membre S de la famille A et une bijection s : {1, … , |S|} → S, puis compléter s en une permutation de U. Si |S| = k, on lui associe ainsi k!(n – k)! permutations. Chaque permutation est associée à au plus un membre S de A. En effet par l'absurde, si s est une permutation associée à deux membres, S et T de A pris tels que |S|≤|T|, alors l'image de {1, … , |S|} par s est S, et est incluse dans T. Par conséquent, le nombre des permutations engendrées par cette construction est
Comme ce nombre est au plus égal au nombre total de permutations,
ce qui conclut.